# Монастероло Казото
Монастероло Казото (итал. Monasterolo Casotto) је насеље у Италији у округу Кунео, региону Пијемонт.
Према процени из 2011. у насељу је живело 81 становника. Насеље се налази на надморској висини од 765 м.

## Становништво
Према резултатима пописа становништва 2011. у општини је живело 101 становника.
| 1936. | 1951. | 1961. | 1971. | 1981. | 1991. | 2001. | 2011. |
| ----- | ----- | ----- | ----- | ----- | ----- | ----- | ----- |
| 587   | 480   | 361   | 223   | 191   | 149   | 126   | 101   |